# Ускатський
Уска́тський (рос. Ускатский) — селище у складі Прокоп'євського округу Кемеровської області, Росія.

## Населення
Населення — 124 особи (2010; 147 у 2002).
Національний склад (станом на 2002 рік):
- чуваші — 57 %
- росіяни — 42 %